# Association sportive de Cannes (football)
 (juin 2023).
Si vous disposez d'ouvrages ou d'articles de référence ou si vous connaissez des sites web de qualité traitant du thème abordé ici, merci de compléter l'article en donnant les références utiles à sa vérifiabilité et en les liant à la section « Notes et références ».
Pour les articles homonymes, voir Association sportive de Cannes.
Maillots
Actualités
Dernière mise à jour : 25 octobre 2024.
L'Association sportive de Cannes est un club de football français fondé en 1902 et basé à Cannes, dans les Alpes-Maritimes.
Vainqueur de la Coupe de France en 1932, l'AS Cannes intègre cette année-là le championnat de France professionnel. Après de nombreuses saisons en deuxième division (1950-1987), le club connaît son apogée sportif entre 1988 et 1998 en participant au Championnat de France de football (première division française de football) et en se qualifiant à deux reprises pour la Coupe UEFA.
À l'été 2014, le club azuréen est exclu par la Fédération française de football des championnats nationaux en raison de problèmes financiers. Reparti du 7e échelon du football français, le club évolue actuellement dans le Championnat de France de football de National 2.
Le club a formé Zinédine Zidane, Patrick Vieira, Johan Micoud ou encore Sébastien Frey. En juillet 2019, le bureau exécutif de la Ligue de Football Amateur a décerné au club le “Label Jeunes Élite”, plus haute distinction de formation française de jeunes.
Le 26 juin 2023, l'AS Cannes est officiellement rachetée par le groupe américain Friedkin.

## Histoire
Dates clés :
- 1902 : Fondation du club omnisports de l'AS Cannes.
- 1932 : Vainqueur de la Coupe de France.
- 1933 : Vice-champion de France.
- 1991 : Première participation à la Coupe UEFA.
- 1994 : Deuxième participation à la Coupe UEFA.
- 2004 : Perte du statut professionnel (mais conservation du centre de formation).
- 2006 : Fermeture du centre de formation.
- 2014 : Rétrogradation administrative en DHR (7e division).
- 2015 : Accession en DH (6ème division).
- 2017 : Accession en N3 (5ème division).
- 2023 : Accession en N2 (4ème division) - Champion de France de N3.

### Les débuts du club (1902-1905)
Au début du XXe siècle, un groupe d'amis du quartier cannois de La Bocca occupe régulièrement ses dimanches après-midi à jouer au football. Sport encore assez méconnu en France, le football suscite depuis quelques dizaines d'années une vraie ferveur outre-manche qui se propage lentement dans le nord de la France. Herbert Lowe, britannique de son état, fait partie de cette équipe de copains qui décide tout naturellement, le 4 août 1902, de créer l'AS Cannes, club sportif dont il sera le premier président. Dans ses premières années le club est omnisports et n'offre que la pratique de la natation et de l'athlétisme. Les premières couleurs du club sont le bleu et le noir sur un maillot orné de rayures verticales mais à l'occasion de la fusion avec le Club sportif de Cannes en 1905, celles-ci deviendront définitivement rouges et blanches.

### L'envol de la section football (1905-1932)

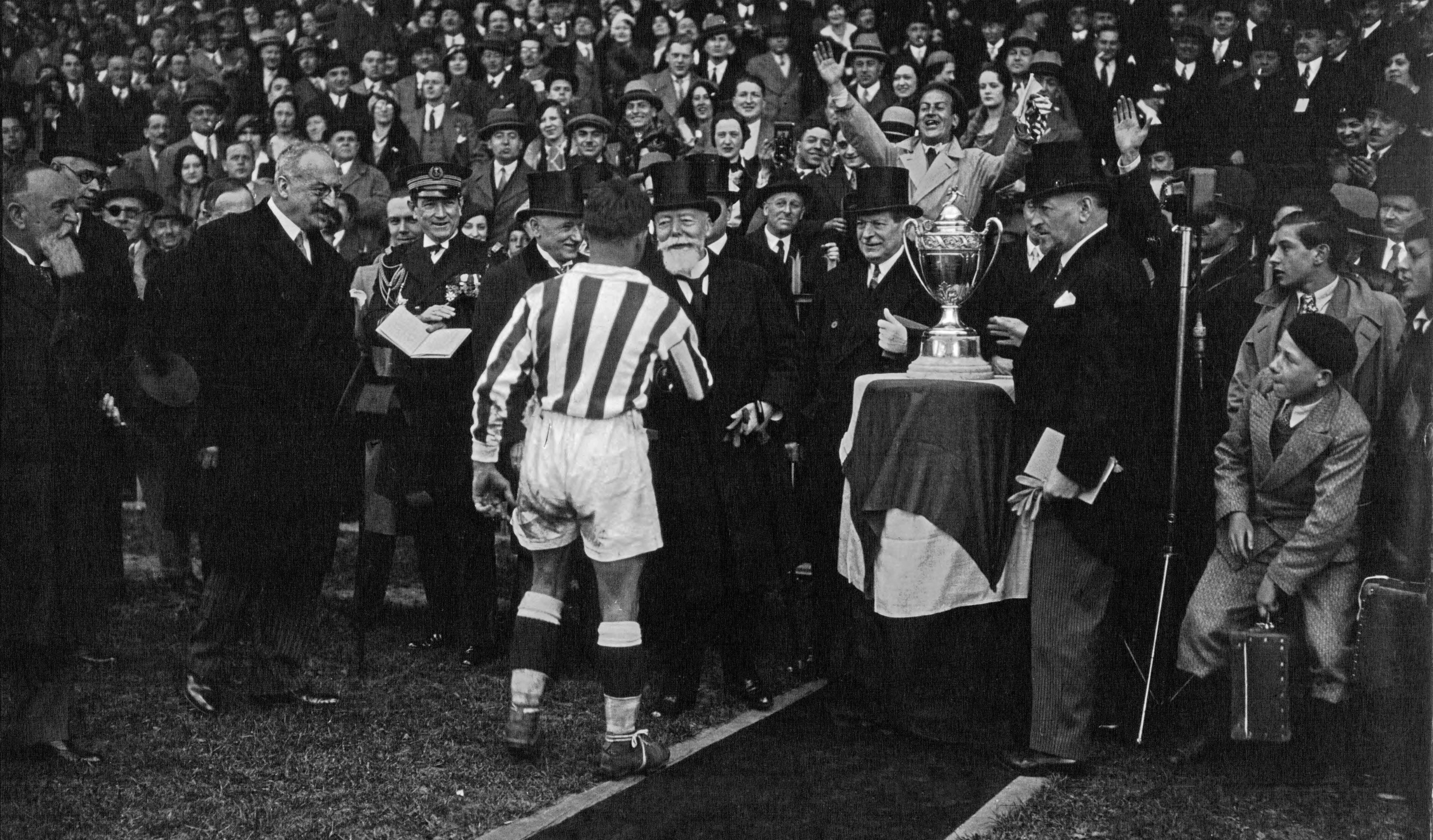
Paul Doumer remettant la coupe de France 1932 au capitaine de l'équipe de Cannes.

En 1905, l'AS Cannes participe au premier championnat régional de la Côte d'Azur. Terminant à la troisième place, l'équipe seconde remporte quant à elle le championnat 2e Série. En 1910, l'ASC remporte le championnat régional et obtient ainsi sa qualification pour le championnat national. L'équipe est éliminée par le Stade Helvétique de Marseille en 8e de finale. Jusqu'à la Grande guerre, le Stade raphaëlois s'impose comme le club phare de la Côte d'Azur, reléguant l'AS Cannes aux places d'honneur.
Sous l'impulsion de Louis Grosso, un marchand de meubles cannois, la section football développe ses structures. Dès 1920, le club rouge et blanc évolue dans les championnats de la Ligue du Sud-Est où il croise le fer avec Marseille et Hyères dans des rencontres restées légendaires. Le stade municipal de Cannes, situé sur la Croisette, avenue des Hespérides, est inauguré le jour de Noël 1921. À cette occasion, l'ASC bat l'Espanyol de Barcelone 4-0.
Le gardien Maurice Cottenet est le premier ascéiste à connaître la sélection en équipe de France. L'ex-portier de l'Olympique de Paris est appelé neuf fois en équipe de France lors de son séjour cannois (1926-1927). L'attaquant Charles Bardot est sélectionné cinq fois sous le maillot bleu entre 1927 et 1932 tandis que Raoul Dutheil, attaquant lui aussi, compte une sélection en 1929.
L'AS Cannes rentre dans l'histoire du football français en se qualifiant pour la toute première finale du championnat de première division, organisé pour la première fois lors de la saison 1932/1933 (initialement, l'Olympique d'Antibes devait jouer cette finale, mais il fut déclassé pour corruption, ayant acheté une victoire contre Fives). Cannes défie l'Olympique Lillois le 14 mai 1933 à Paris, et le club méridional s'incline finalement en prolongations 4 à 3.
Par ailleurs, l'AS Cannes se distingue en Coupe de France, parvenant notamment à deux reprises en quart de finale de la compétition, en 1921 et 1929.
Demi-finalistes en 1931, les Cannois atteignent enfin la finale l'année suivante à l'issue d'un parcours glorieux (SC Saint-Étienne, Mulhouse, Belfort, Lille et le RC Paris). Le 24 avril, devant les 45 000 spectateurs du stade Yves-du-Manoir, les Dragons battent le Racing Club de Roubaix grâce à un but du capitaine cannois Louis Cler en fin de match, à la suite d'une erreur défensive roubaisienne.
L'effectif cannois compte alors dans ses rangs le vétéran William Aitken (âgé de 43 ans), qui a fait adopter à son club la tactique du « WM » (mise au point par Arsenal FC). Cette innovation explique en partie la victoire cannoise en Coupe et va être vite adoptée par les autres clubs français.

### Le professionnalisme (1932-1986)
Après cette victoire historique, les rouges et blanc adoptent le statut professionnel et intègrent la naissante division Nationale du championnat de France. Ils s'y maintiennent pendant dix-sept ans (1932-1949) avant de quitter pour la première fois de son histoire l'élite du football français en terminant 18e et dernier du championnat de Division 1 de la saison 1948-1949.
L'AS Cannes va alors connaître une très longue période de « disette », écumant le championnat de Division 2 pendant près de 40 ans, une régularité record à cet échelon. Les Cannois ne parviennent à retrouver l'élite qu'une brève saison en 1965-1966 mais sans parvenir à s'y maintenir. C'est également durant cette période (1975), que l'AS Cannes quitte définitivement le stade Louis Grosso (communément appelé "stade des Hespérides") pour s'installer dans le tout nouveau stade Pierre-de-Coubertin, dans le quartier ouest-cannois de La Bocca.

### Le retour dans l'élite et la découverte de l'Europe (1986-1998)
Il faut attendre la fin des années 1980, et l'arrivée de Jean Fernandez sur le banc, pour enfin voir l'AS Cannes retrouver l'élite, à la faveur d'une troisième place du groupe B de D2 en 1986-1987 qualificative pour les barrages d'accession. Vainqueur du SM Caen (1-2), pourtant invaincu cette saison-là sur son terrain, puis de l'Olympique lyonnais en deux matchs, le club l'emporte sur le FC Sochaux, 18e du précédent championnat de D1, au 3e tour (0-1, 2-0).
S'ensuivent alors quatre saisons de première division, avec en point d'orgue la toute première qualification européenne de l'histoire du club après l'inattendue quatrième place obtenue lors de la saison 1990-1991 par les coéquipiers de Luis Fernandez, d’Amara Simba, meilleur buteur, et du jeune Zinédine Zidane. Malheureusement cette première participation en Coupe de l'UEFA voit l'AS Cannes échouer en 16e de finale contre le FC Dynamo Moscou et s'accompagne d'une saison complètement manquée en championnat, terminée à une 19e place synonyme de retour en D2.
Le club demeure néanmoins ambitieux et vise une remontée immédiate. Mais le championnat 1992-1993 ne démarre pas sous les meilleurs auspices, l'équipe étant rapidement détachée par les équipes de tête. Luis Fernandez quitte alors son poste de milieu de terrain pour prendre place sur le banc de touche. Le choc psychologique fonctionne à merveille, l'AS Cannes retrouvant finalement l'élite après une dernière victoire en barrage sur Valenciennes (2-0, 1-1). L'équipe doit notamment sa réussite à l'efficacité de son duo d'attaque Priou-Madar.
Pour la saison de première division 1993/1994, Cannes fait même beaucoup mieux. Continuant sur leur lancée, les cannois finissent sixièmes, toujours avec Luis Fernandez aux commandes. L'AS Cannes devient ainsi un des rares clubs à réussir l'exploit de se qualifier en coupe d'Europe un an après être montés en D1.
Pour cette seconde participation à la Coupe de l'UEFA, en 1994-1995, Cannes entrera à nouveau dans l'histoire. Mais cette fois-ci dans celle d'un club adverse, en écrasant au premier tour le Fenerbahce Istanbul, un des meilleurs clubs turcs de tous les temps, sur le score cumulé de 9 à 1 (Victoire 4 à 0 à Cannes au match aller, et nouvelle victoire 5 à 1 à Istanbul devant plus de 30 000 spectateurs).
En effet, le Fenerbahce, qui avait avant cette saison été sacré douze fois champion de Turquie, n'avait jamais perdu en Coupe d'Europe sur un score aussi sévère, après plus de 20 participations et plus de 60 matchs disputés durant les compétitions continentales.
Après ces deux belles premières saisons passées dans la première moitié du tableau, grâce à l'expérience de vieux briscards et au talent de quelques jeunes comme Johan Micoud ou Patrick Vieira, les Cannois peinent à tenir leur rang et finissent par retrouver la deuxième division en 1998.

### Les années sombres (1998-2014)
En 1998, le club cannois retrouve la Ligue 2 en position d'outsider à la montée. Deux saisons moyennes puis une saison catastrophique, terminée à la 19e place, ont raison des ambitions du club, qui découvre le troisième échelon du football français pour la première fois de son histoire. Incapable de retrouver rapidement la deuxième division, le club perd en 2004 son statut professionnel et doit fermer en 2006 le centre de formation qui a fait la renommée du club. Malgré des budgets importants pour le niveau et plusieurs changements d'actionnaires, les Dragons resteront dix saisons en National (3ème division) sans jamais réussir à retrouver le professionnalisme.
Le 5 juillet 2011, la DNCG rétrograde le club en CFA pour des raisons financières. Le club, qui a tout le soutien de la ville, fait appel de façon infructueuse pour être réintégré en National. Mais la décision est confirmée et le club termine successivement 4e, 2e puis 6e de son groupe en CFA, là où seul le vainqueur du groupe obtient son billet pour le National. Le club refait néanmoins parler de lui lors de la saison 2013-2014 à la faveur d'un magnifique parcours en Coupe de France. Les Dragons sont sortis de la compétition en quarts de finale par Guingamp après avoir notamment éliminé deux clubs renommés de Ligue 1 (Saint-Étienne et Montpellier) et une équipe ambitieuse de Ligue 2 (Troyes).
En juin 2014, la DNCG, le gendarme financier, décide d’exclure l’AS Cannes des championnats nationaux en raison du déficit du club qui s’élève à 2,2 millions d'euros. L’AS Cannes est alors reléguée en DHR, soit le 7e échelon du football français. Le 10 juillet 2014, soit 5 jours avant l’annonce de la composition des groupes de CFA, le président du club et le maire de la ville, David Lisnard, lancent un appel aux anciennes gloires de l'AS Cannes : Zinédine Zidane, Patrick Vieira, Johan Micoud, Arsène Wenger ou encore Didier Roustan pour tenter de combler le déficit et sauver le club d'une nouvelle rétrogradation administrative. Le 22 juillet 2014, le tribunal administratif de Nice rejette la demande du club. Le club s'engage donc en DHR (7e division) pour la saison 2014-2015. Le tribunal de commerce de Cannes prononce la liquidation judiciaire du club le même jour.

### Le renouveau (2014-2023)
Pour sa première saison au niveau régional (2014/2015), le club repart dans une dynamique positive. Avec un groupe composé principalement de joueurs formés au club (l'ancien professionnel Mickaël Cerielo, Gauthier Denis, Mike Core, Dylan Bronn...), il accède à la Division d'Honneur (DH, 6e division) à l'issue d'une seconde place acquise en Division d'Honneur Régionale (DHR, 7e division).
À l'été 2015, Manuel Nogueira, entraîneur de la remontée, laisse sa place sur le banc à l'ancien international français Mickaël Madar. L'effectif reste sensiblement le même, renforcé par des éléments d'expérience tel que l'ancien attaquant professionnel Jean-Jacques Mandrichi. L'équipe réalise un excellent championnat, trustant la place de leader quasiment toute la saison. Mais alors que le club semble sur la voie royale pour connaître sa deuxième montée en deux ans, une erreur administrative prive l'équipe d'une victoire acquise sur le terrain à deux journées de la fin. En effet un joueur de l'équipe réserve était entré en jeu lors de la victoire 3-0 contre le club marseillais d'Arzdiv. Cette erreur est sanctionnée par un match perdu sur tapis vert, offrant la première place du groupe l'équipe de Grasse et condamnant l'AS Cannes à rester en DH (6e division) pour une deuxième saison.
L'été 2016 est marqué par de profonds bouleversements dans l'organigramme du club ascéiste. La déception de la non-montée est encore dans toutes les têtes et sous la pression de la municipalité cannoise, le club voit le départ de l'ensemble de son équipe dirigeante rendue coupable de cette erreur administrative. Une nouvelle équipe de dirigeants est élue à la tête de l'association avec pour projet de retrouver le niveau professionnel à moyen terme. On y retrouve des personnalités du football telles que l'ancien international français Johan Micoud qui est nommé président du club et l'ancien joueur professionnel Bernard Lambourde qui prend les fonctions de directeur sportif. Le centre de vie qui permettait d'héberger de jeunes footballeurs de haut niveau ferme, le club recentre ses moyens sur les équipes seniors. Pour sa première année à la tête du club, la nouvelle équipe dirigeante connaît un beau succès. L'équipe, sous l'égide d'un duo d’entraîneurs Samuel Delcroix-Mickael Marsiglia, réalise une très belle saison lui permettant d'obtenir le titre de champion de DH Méditerranée et d'accéder à la 5e division française (National 3). Cette belle saison s'est construite autour d'un groupe mélangeant expérience du haut niveau (Mickaël Cerielo, Jean-Jacques Mandrichi, Anthony Lopez-Peralta, Kenny Gillet, Maxime Montay...) et jeunesse talentueuse.
Pour sa première saison en National 3 (2017-2018), le club se maintient en finissant à la 8e place de la poule Corse/Méditerranée. Longtemps à la lutte pour la 1re place, l'équipe termine la saison de manière plus difficile sous la direction du nouvel entraîneur Michel Pavon. Parallèlement, le club se restructure en menant une politique de formation volontaire qui permet aux équipes de jeunes de continuer à fréquenter les plus hauts niveaux régionaux et nationaux.
La deuxième saison de l'AS Cannes en National 3 (2018-2019) est marquée par l'arrivée d'un nouvel entraîneur sur le banc ascéiste : Ludovic Pollet remplace Michel Pavon en tout début de compétition. Les cannois terminent 5e d'un championnat dominé tout au long de la saison par le SC Bastia. Parallèlement, la section féminine continue de se développer et l'équipe fanion féminine réussit à atteindre le 3e échelon français pour la première fois de son histoire.
En juillet 2019, Johan Micoud annonce publiquement renoncer à poursuivre son projet à la tête du club. Anny Courtade, dirigeante d'entreprise et ancienne présidente du club de volley-ball féminin du Racing Club de Cannes, est nommée présidente du club azuréen.
La troisième saison en National 3 des ascéistes (2019-2020) est marquée par l'interruption du championnat en raison de la pandémie du Covid-19. Dix-huit matchs sur vingt-six sont joués et le club termine à une 10e place synonyme de maintien.
La saison 2020-2021 de National 3 est également interrompue par la pandémie du Covid. L'AS Cannes, auteur d'un solide début de saison, figurait à la deuxième place du championnat au moment de cette interruption.
La pandémie de Covid n'interrompt pas la saison 2021-2022 qui voit les azuréens terminer à la 2e place du classement et échouer à quelques points de l'accession malgré un parcours très solide à domicile (13 victoires en 14 rencontres disputées à Coubertin). Parallèlement, l'équipe dirigée par Jean-Noël Cabezas réalise un superbe parcours en Coupe de France. Après avoir éliminé successivement deux équipes professionnelles de Ligue 2 aux tirs au but (Rodez et Dijon), les rouge et blanc tombent en 16e de finale contre Toulouse, 1er du classement de la 2e division française.
Dans la continuité de sa bonne saison précédente, l'AS Cannes se place rapidement à la 1re place de son championnat N3 lors de la saison 2022-2023. Forts de leur stabilité sportive, les ascéistes, toujours dirigés par Jean-Noël Cabezas, réalisent un parcours quasi-parfait, ce qui leur permet d'être sacrés champions de France de leur groupe de N3 à quatre journées de la fin du championnat. Neuf ans après sa liquidation judiciaire, le club retrouve donc la 4e division française (N2). De plus, Cannes remporte le titre de champion de France de National 3.

### Rachat par le groupe Friedkin (depuis 2023)
Le 26 juin 2023, 98 % des parts de la SAS Cannes Football Pro, sont rachetées par le groupe américain Friedkin,, auprès d'Anny Courtade. La famille Friedkin devient donc l'actionnaire majoritaire de l'équipe fanion masculine (N2). L'Association Sportive de Cannes Football, dirigée par Anny Courtade détient 2 % de cette SAS,, et conserve la responsabilité de l'ensemble des équipes féminines et jeunes du club. En 2025, le club atteint les demi-finales de la Coupe de France, après avoir sorti Grenoble (Ligue 2), Lorient (Ligue 2), Dives-Cabourg (National 3) et Guingamp (Ligue 2), avant de tomber face au Stade de Reims (Ligue 1), 2-1.

## Palmarès et résultats

### Palmarès
| Championnats nationaux | Coupes nationales                                                               |
| --- | ------------------------------------------------------------------------------- |
| - Championnat de France - Vice-champion : 1933 - Championnat de France amateurs (1935-1971) - Vice-champion : 1944 - Championnat de France de National 3 (1) - Champion : 2023 | - Coupe de France (1) - Vainqueur : 1932 - Coupe de la Ligue - Finaliste : 1986 |
| Compétitions régionales | Compétitions de jeunes                                                          |
| - Championnat USFSA de la Côte d’Azur (1) - Champion : 1910 - Division d'Honneur Méditerranée (1) - Champion : 2017                                                            | - Coupe Gambardella (2) - Vainqueur : 1955 et 1995                              |

### Parcours européens de l'AS Cannes

#### Coupe UEFA 1991-1992
- Premier tour :
  -  SC Salgueiros - AS Cannes : 1-0
  - AS Cannes -  SC Salgueiros : 1-0 & t.a.b 4 - 2
- 1/16e de finale :
  - AS Cannes -  Dynamo Moscou : 0-1
  -  Dynamo Moscou - AS Cannes : 1-1

#### Coupe UEFA 1994-1995
- Premier tour :
  - AS Cannes -  Fenerbahçe : 4-0
  -  Fenerbahçe - AS Cannes : 1-5
- 1/16e de finale :
  -  VfB Admira Wacker Mödling - AS Cannes : 1-1
  - AS Cannes -  VfB Admira Wacker Mödling : 2-4

#### Coupe Intertoto 1995
- Premier tour - Groupe 8 :
  - 24 juin :  Pogoń Szczecin - AS Cannes : 1-2
  - 9 juillet : AS Cannes -  Farul Constanţa : 0-0
  - 15 juillet : AS Cannes -  FK Bečej : 1-0
  - 23 juillet :  Dnepr-Transmash Mogilev - AS Cannes : 2-2

## Identité du club

### Couleurs et écussons
Les premières couleurs du club sont le bleu et le noir sur un maillot orné de rayures verticales mais à l'occasion de la fusion avec le Club sportif de Cannes en 1905, celles-ci deviendront définitivement rouges et blanches.
L'écusson représente un dragon directement relié à la mythologie grecque du jardin des Hespérides. En effet le club a longtemps évolué dans un stade portant le nom de "Stade des Hespérides", situé à l'est de la ville.

Écusson dans les années 1960.
Écusson dans les années 1970.
Écusson dans les années 1980.
Écusson au début des années 1990.
Écusson du milieu des années 1990 à 2009.
Écusson entre 2009 et 2017.
Écusson depuis 2017.

### Rivalités
L'AS Cannes et l'OGC Nice sont des rivaux historiques, les deux villes étant du même département, distantes de seulement quelques trente kilomètres. Cannois comme niçois ont un club professionnel dans leur ville depuis plusieurs décennies.
Ce derby, match "des frères ennemis de la Côte d'Azur", est toujours un événement très attendu par les supporters de chaque équipe. Il a donné lieu dans les années 1990 à des incidents parfois graves. Ainsi, en 1993, à l'occasion d'un match en première division, des supporters cannois ont été exclus du stade du Ray à Nice après avoir arraché des sièges en tribune. Dans le même match, l'attaquant de l'AS Cannes Franck Priou avait été expulsé pour avoir adressé un mauvais geste aux supporters niçois après son but marqué.
Quelques années plus tard, lors d'un Cannes-Nice de deuxième division, ce sont les supporters niçois qui avaient blessé le gardien de l'AS Cannes Sébastien Chabbert, dans les dernières minutes du match, en lui jetant un projectile. La partie fut arrêtée et le gardien cannois hospitalisé.
Cette rivalité tenace persiste encore aujourd'hui, malgré l'écart de niveau entre les deux équipes sénior. Les rencontres entre l'AS Cannes et l'équipe réserve de l'OGC Nice sont ainsi toujours très encadrées par les autorités.

## Structures du club

### Stade

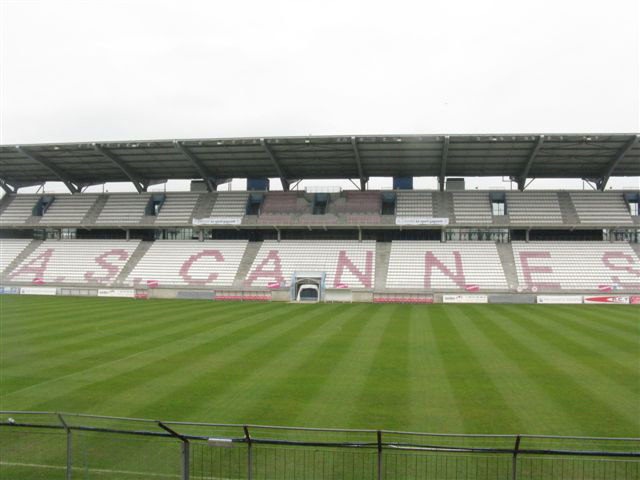
Vue du stade Pierre-de-Coubertin.

Situé dans le quartier ouest de La Bocca, le stade Pierre-de-Coubertin est l'antre de l'Association Sportive de Cannes football. Sa capacité est actuellement d'un peu moins de 10 000 places. Ce stade était, à l'origine (fin des années 1960), consacré à l'athlétisme et au rugby alors que le football évoluait au stade des Hespérides. Il vit la naissance en octobre 1969 du club d'athlétisme l'Athlétic Club de Cannes qui y installa son siège très rapidement. Au milieu des années 1970, le rugby quitta définitivement le stade Pierre-de-Coubertin pour laisser la place à l'Association Sportive de Cannes Football. La cohabitation entre l'athlétisme et le football, qui au début était bonne, devint rapidement difficile au fur et à mesure des bons résultats obtenus par les deux clubs. Après quelques négociations avec la municipalité et la création d'une piste d'athlétisme de huit couloirs au stade Maurice-Chevalier, l'Athlétic Club de Cannes quitta définitivement le stade Pierre-de-Coubertin en 1986. Par la suite la piste d'athlétisme fut recouverte par des gradins. Le 31 juillet 1993, 17 401 spectateurs assistent à la réception de l'Olympique de Marseille, ce qui constitue le record d'affluence du stade et du club cannois.
En décembre 2001, une nouvelle tribune Est (6 000 places assises) fut inaugurée. Les gradins derrière les buts furent, quant à eux, rénovés entre 2000 et 2003 tandis que les tribunes latérales furent dotées de nouveaux sièges. Le 2 juin 2013, la Tribune Est du Stade Pierre de Coubertin devint la Tribune Jean Varraud, en hommage à "l'homme des Hespérides", ancien dirigeant du club, décédé en 2006.
Aujourd'hui le stade ne possède plus que ses deux tribunes latérales. Pour des raisons de sécurité et de conformité, la tribune populaire Nord et la tribune Sud (autrefois dédiée partiellement aux supporters adverses) ont été détruites, ce qui a réduit la capacité officielle du stade à un peu moins de 10 000 places.
À l'été 2023, la mairie de Cannes procède, en concertation avec le club, à la réfection de l'aire de jeu. Le stade disposera désormais d’une pelouse hybride de très haute qualité. Parallèlement, les grillages entourant la pelouse et les bancs de touche sont remplacés.

### Centre d'entraînement
Les équipes senior et les équipes de jeunes s’entraînent sur les trois terrains du Complexe Maurice Chevalier, situés quelques centaines de mètres à l'ouest du stade Pierre de Coubertin. Le club utilise également le Stade Raymond Gioanni et le complexe sportif de Saint-Cassien.

### Centre de formation
Avec la perte du statut professionnel en 2004, l'AS Cannes a perdu le label officiel de "centre de formation". Malgré cela, le club reste un des meilleurs pôles de formation du sud de la France. En juillet 2019, le bureau exécutif de la Ligue de Football Amateur a d'ailleurs décerné au club le “Label Jeunes Élite”, plus haute distinction de formation française de jeunes.
Avec ses 675 licenciés et ses 24 équipes, l'AS Cannes occupe une place de choix dans toutes les catégories de jeunes. Les U19 ainsi que les U17 fréquentent les plus hauts niveaux nationaux à l'instar de clubs professionnels tels l'OGC Nice ou l'AS Monaco. Le club compte également dans ses rangs 10 arbitres officiels dont deux femmes.
En 2017, une section sportive lycée a été créée en partenariat avec le Lycée Bristol et le Lycée professionnel Les Côteaux. Elle permet à 46 jeunes licenciés de bénéficier d'horaires spécialement aménagés pour la pratique du football.

## Personnalités

### Entraîneurs
- 1932-1934 :  Billy Aitken
- 1934-1938 :  Stanley Hillier
- 1938-1939 :  Maurice Cottenet
- ??? :  Francis Roux
- 1948- Octobre 1948 :  Elek Schwartz
- Octobre 1948-1949 :  Dominique Mori
- 1949-1952 :  Anton Marek
- 1951 (intérim) :  Jean Cornilli
- 1952-1955 :  Lucien Troupel
- ??? :  Léon Rossi
- ??? :  Paul Baron
- 1961-1962 :  Dante Lerda
- 1962-1964 :  Alberto Muro
- 1964-1966 :  Louis Mus
- 1966-1968 :  Maurice Blondel
- 1968-1976 :  Dante Lerda
- 1976-1981 :  Robert Domergue
- 1981-1983 :  Charly Loubet
- 1983-1985 :  Jean-Marc Guillou
- 1985-1990 :  Jean Fernandez
- 1990- Janvier 1992 :  Boro Primorac
- Janvier 1992- Décembre 1992 :  Erick Mombaerts
- Décembre 1992-1994 :  Luis Fernandez
- 1994- Septembre 1995 :  Safet Sušić
- Septembre 1995- Octobre 1995 :  William Ayache
- Octobre 1995-1997 :  Guy Lacombe
- 1997- Mai 1998 :  Adick Koot
- Mai 1998-1998 :  Guy Calléja
- 1998-2001 :  Roland Gransart
- 2001-2002 :  René Marsiglia
- 2002- Juillet 2002 :  Bernard Casoni
- Juillet 2002- Septembre 2002 :  Christian Lopez
- Septembre 2002- Janvier 2003 :  Robert Buigues
- janvier 2003-2003 :  Nenad Stojković avec  François Tissot
- 2003- août 2004 :  René Marsiglia
- août 2004-2006 :  Gérard Bernardet
- 2006- Mai 2007 :  Michel Dussuyer
- Mai 2007-2007 :  Patrice Carteron
- 2007- Mars 2008 :  Stéphane Paille
- 2008-2009 :  Patrice Carteron
- 2009-janvier 2011 :  Albert Emon
- février 2011-2011 :  Victor Zvunka
- 2011-décembre 2011 :  David Guion
- janvier 2012-2014 :  Jean-Marc Pilorget
- 2014-septembre 2014 :  Jean-Michel Prieur
- septembre 2014-2015 :  Manuel Nogueira
- 2015-2016 :  Mickaël Madar
- 2016-2018 :  Mickaël Marsiglia
- 2017- Septembre 2018 :  Michel Pavon
- Septembre 2018- Janvier 2020 :  Ludovic Pollet
- Janvier 2020-juin 2024 :  Jean-Noël Cabezas
- Juillet 2024-octobre 2024 :  Fabien Pujo
- Octobre 2024- :  Damien Ott

### Anciens joueurs

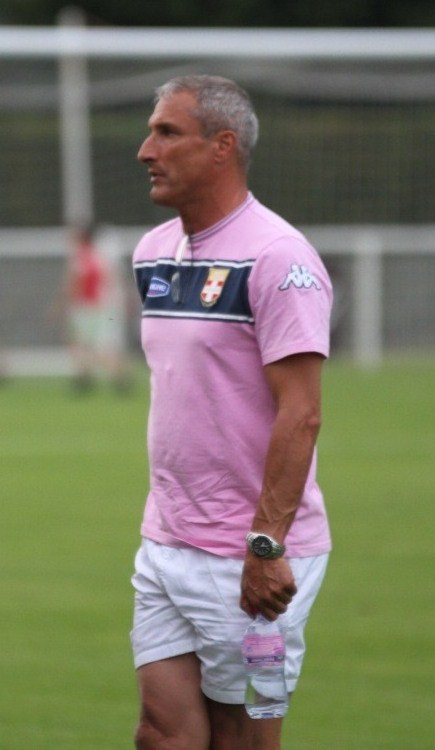
Bernard Casoni
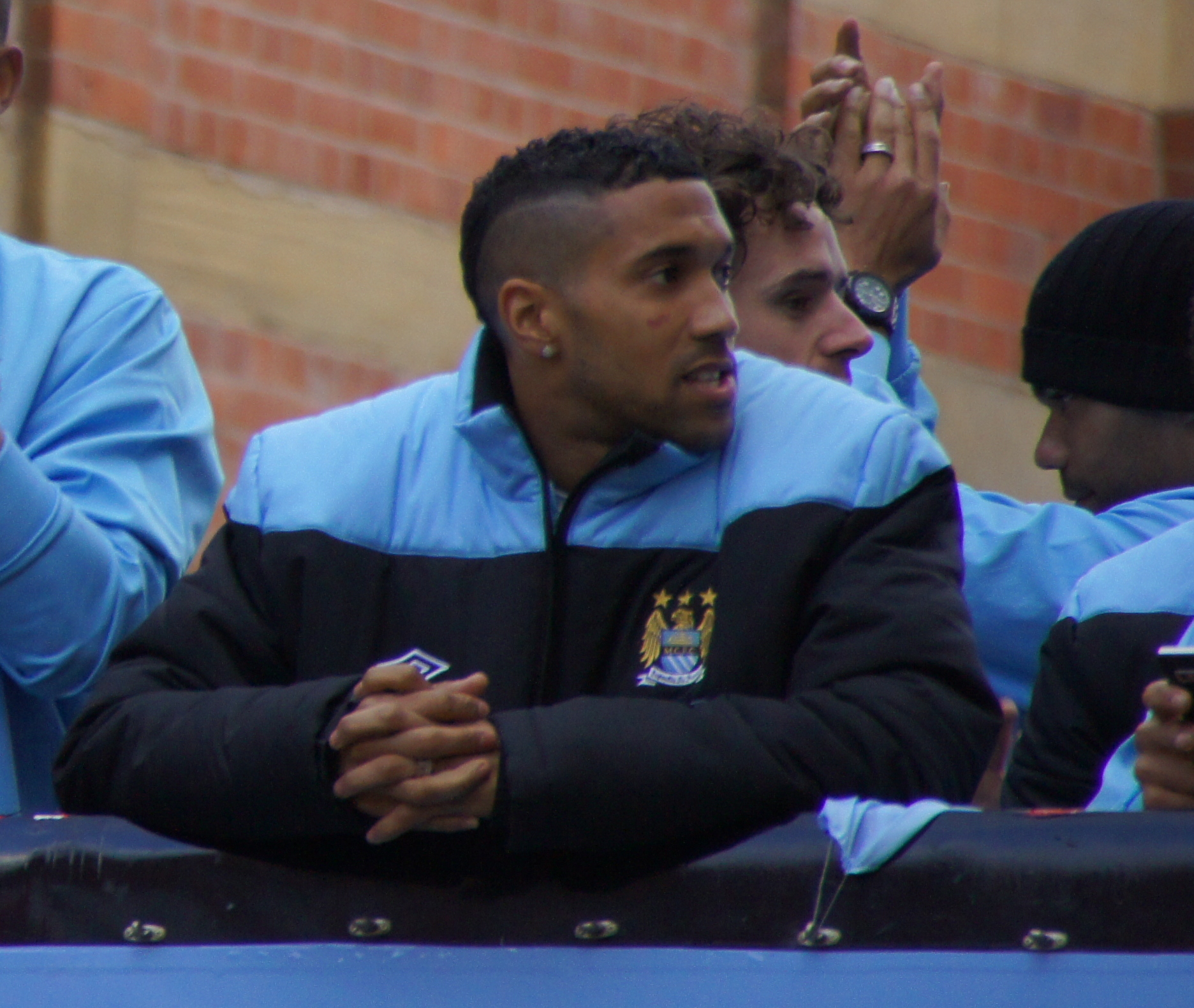
Gaël Clichy
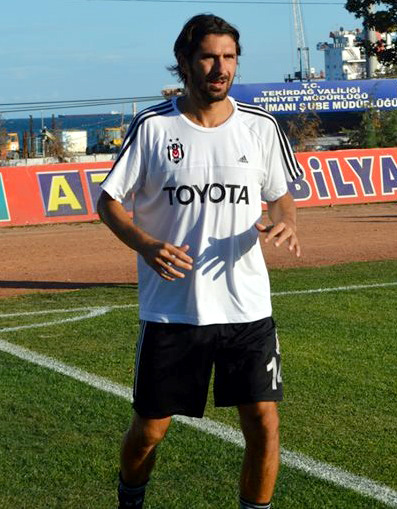
Julien Escudé
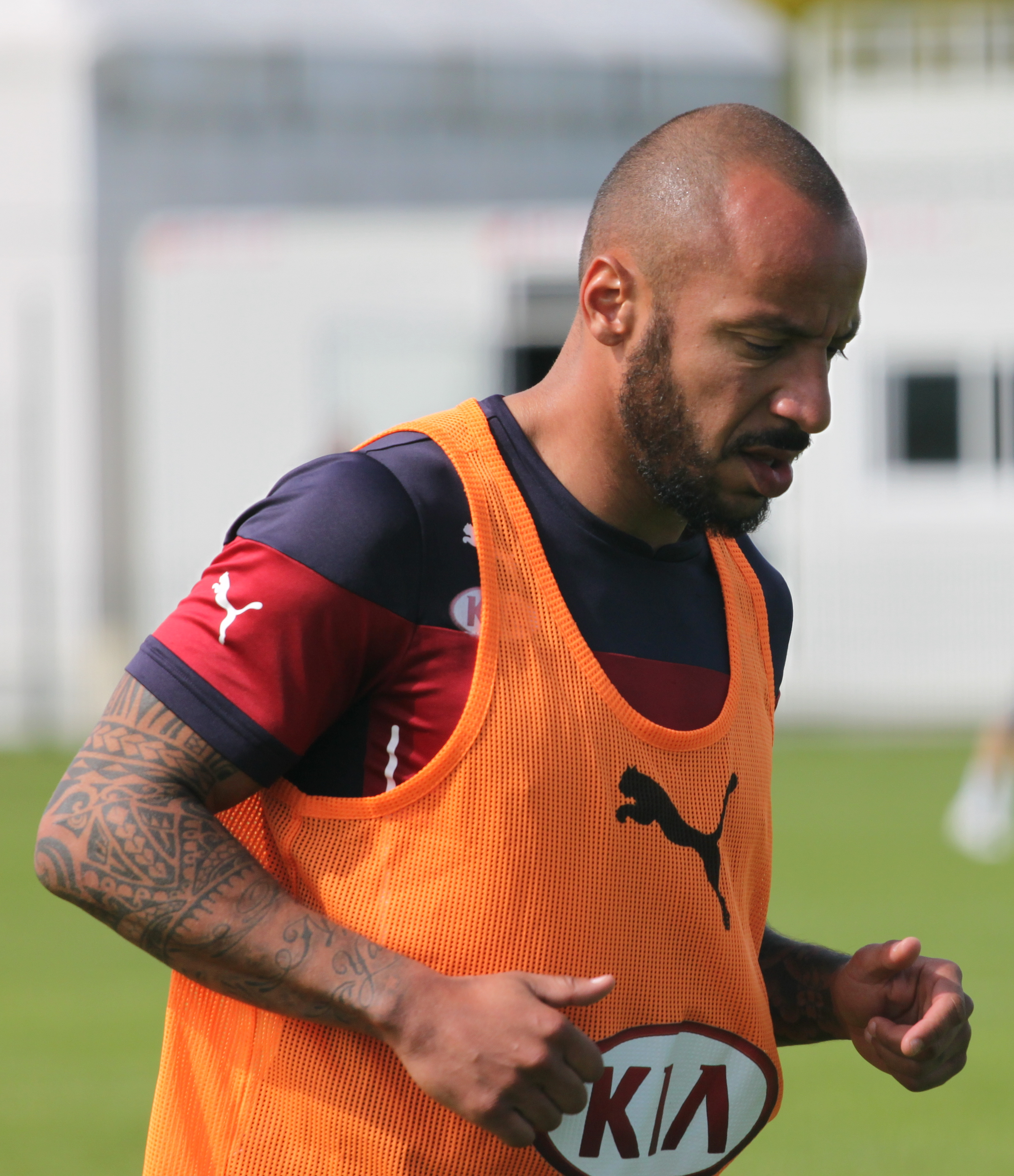
Julien Faubert
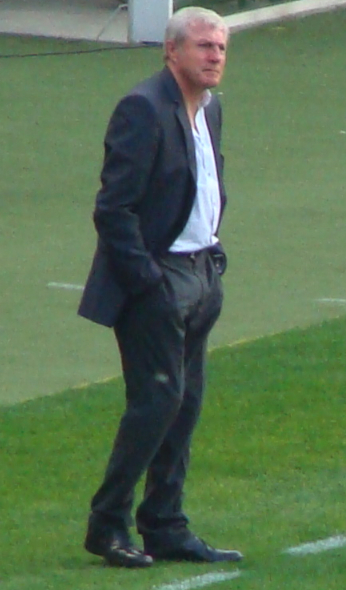
Luis Fernandez
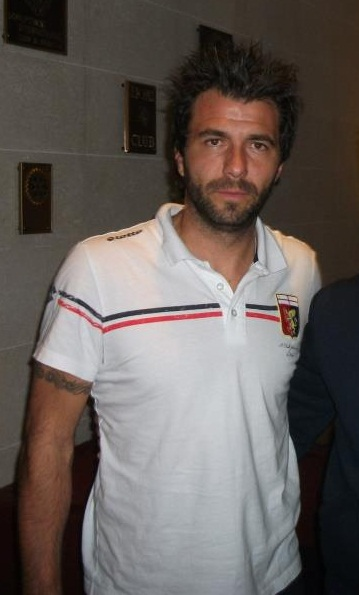
Sébastien Frey
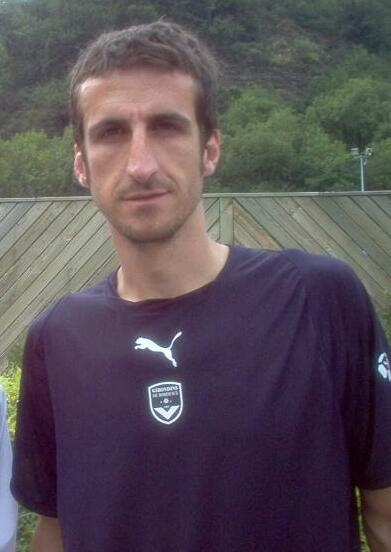
Johan Micoud
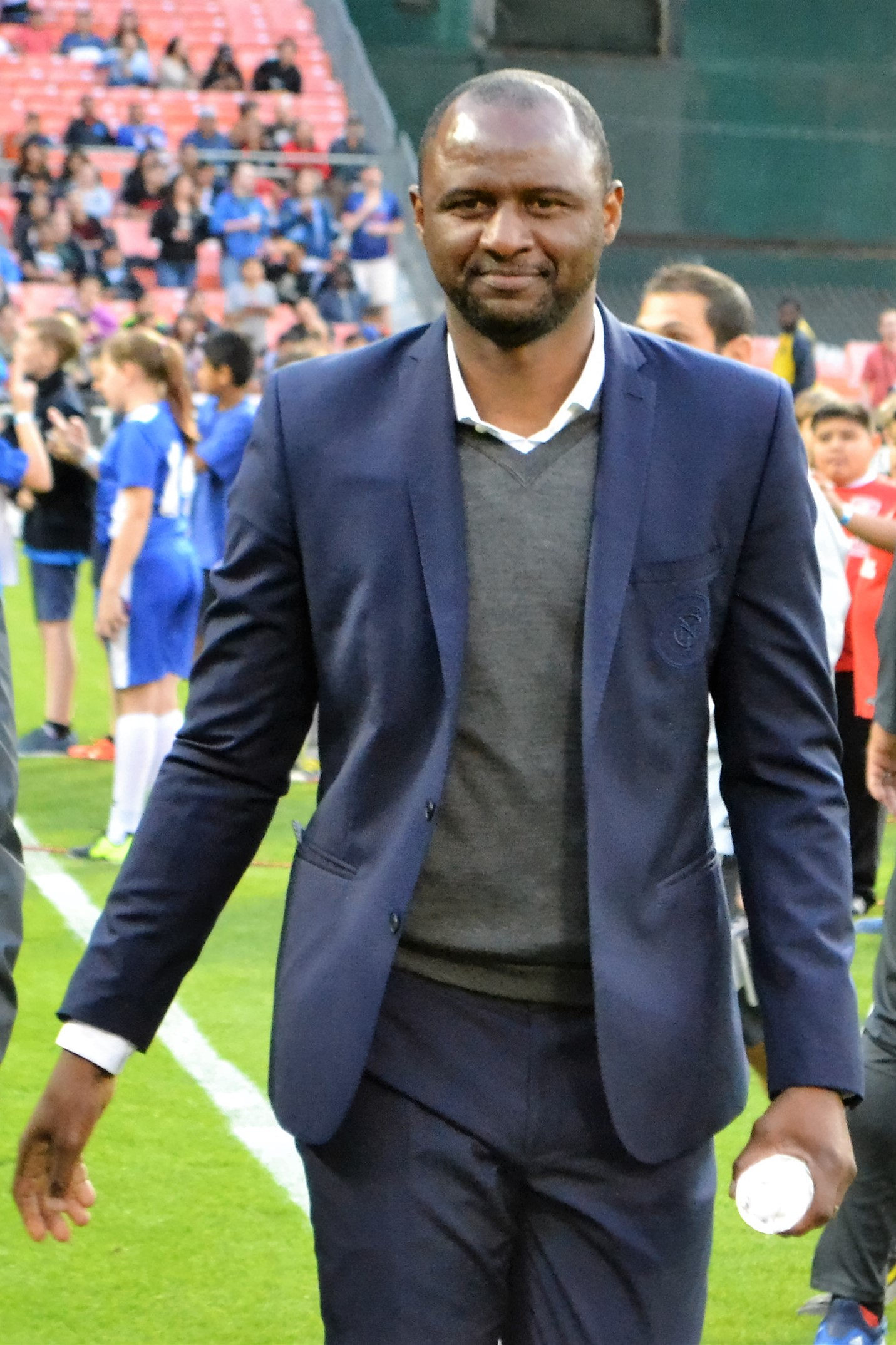
Patrick Vieira
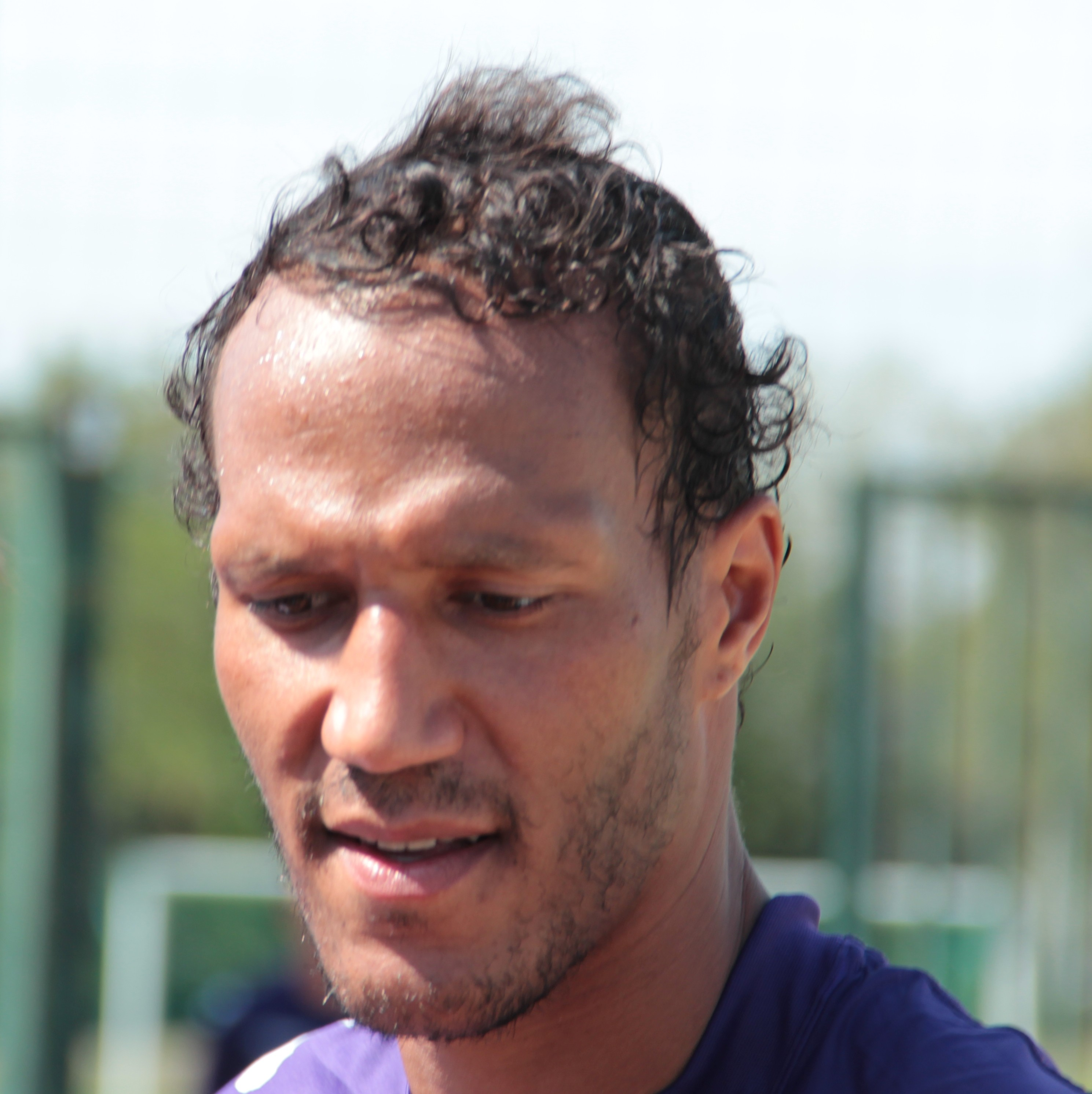
Jonathan Zebina
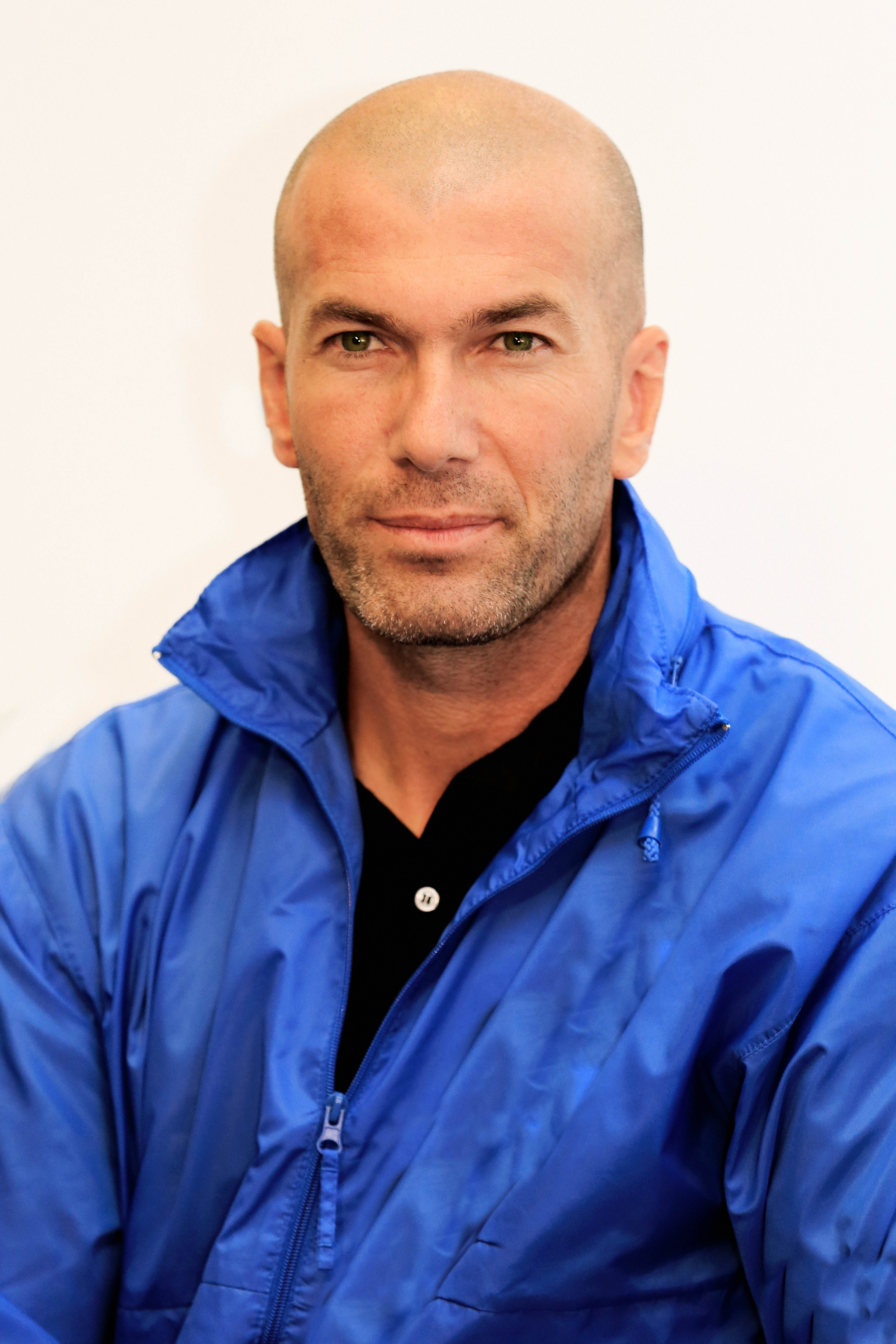
Zinédine Zidane